# Sinarachna pallipes
Sinarachna pallipes är en stekelart som först beskrevs av Holmgren 1860.  Sinarachna pallipes ingår i släktet Sinarachna och familjen brokparasitsteklar. Arten är reproducerande i Sverige. Utöver nominatformen finns också underarten S. p. strigis.